# Plai, Prahova
Plai este un sat în comuna Drajna din județul Prahova, Muntenia, România.